# Ninurta-nasir
Ninurta-nasir lub Inurta-nasir (akad. Ninurta-nāṣir lub Inūrta-nāṣir; w transliteracji z pisma klinowego zapisywane mdMAŠ-PAB(-ir) i mdMES-PAB-ir; tłum. „Ninurta jest tym, który strzeże”) – wysoki dostojnik, gubernator prowincji Zamua (Mazamua) za rządów asyryjskiego króla Adad-nirari III (810-783 p.n.e.); z asyryjskich list i kronik eponimów wiadomo, iż w 783 r. p.n.e. sprawował też urząd eponima (akad. limmu).